# Arthur Segal
Arthur Aron Segal (nacido el 13 de julio de 1875 en Iași, Rumanía; muerto el 23 de junio de 1944 en Londres) fue un pintor rumano.

## Vida

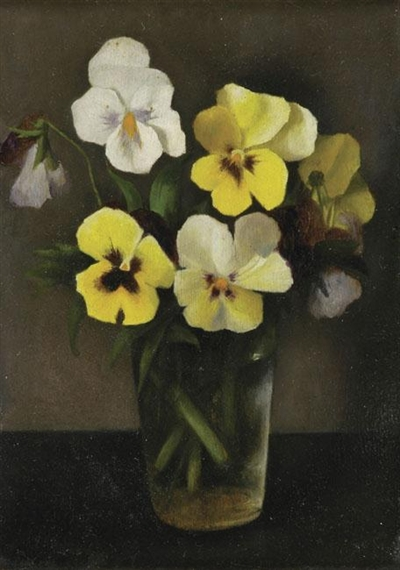
Segal - Flowers

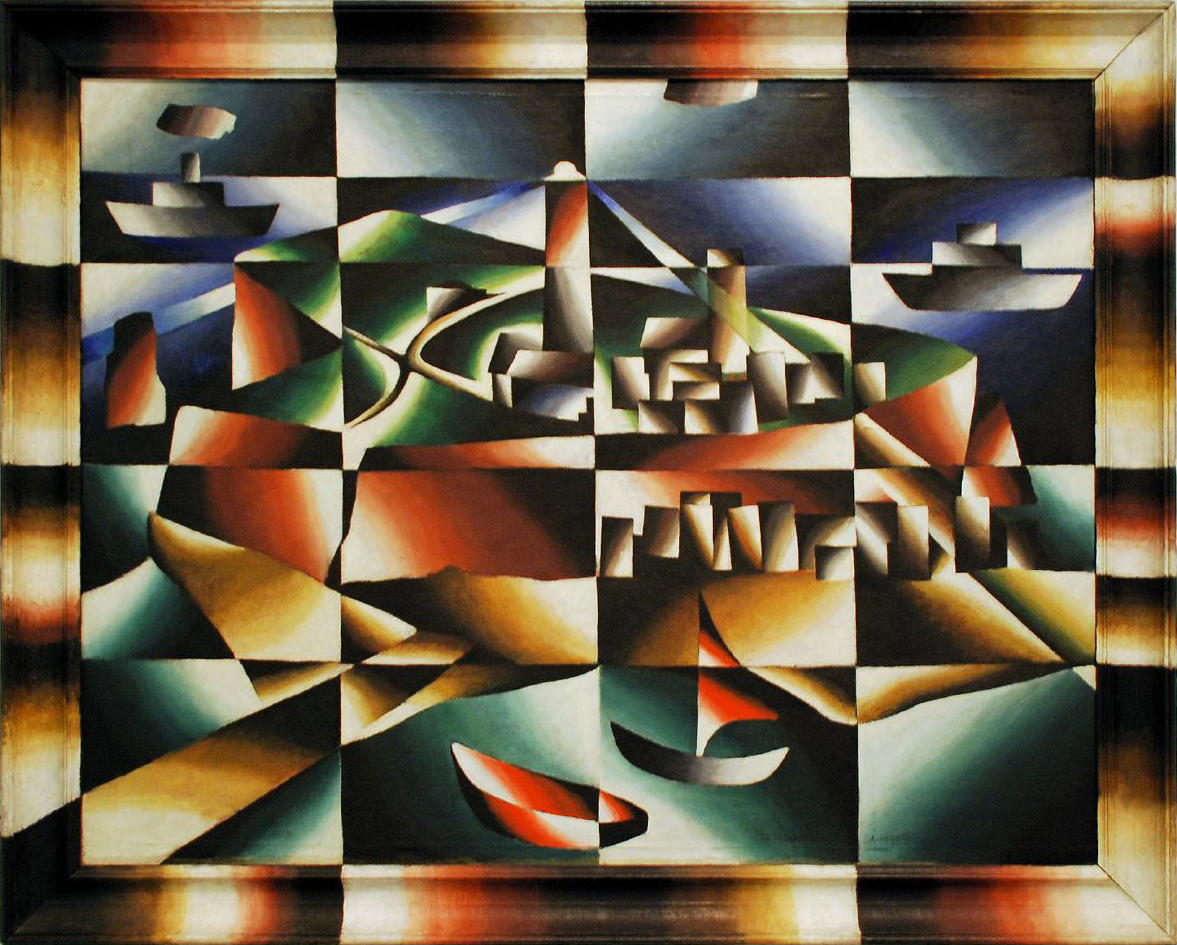
Heligolandia (1923)

Aron Sigalu creció en Botoșani, hijo de un banquero judío, y llegó a Berlín en 1892, donde estudió con Eugen Bracht. En 1904 se casó con su prima Ernestine en Berlín. Los dos tomaron parte activa en la escena artística de Berlín. En 1910 fundó la Neue Secession con otros 26 artistas como reacción a la Secesión de Berlín, donde también realizó algunas exposiciones, que abandonó en 1912 por sus contradicciones internas. En 1912 expuso en Herwarth Walden, quien también lo publicó en Der Sturm. De 1910 a 1911 Segal viajó a París.

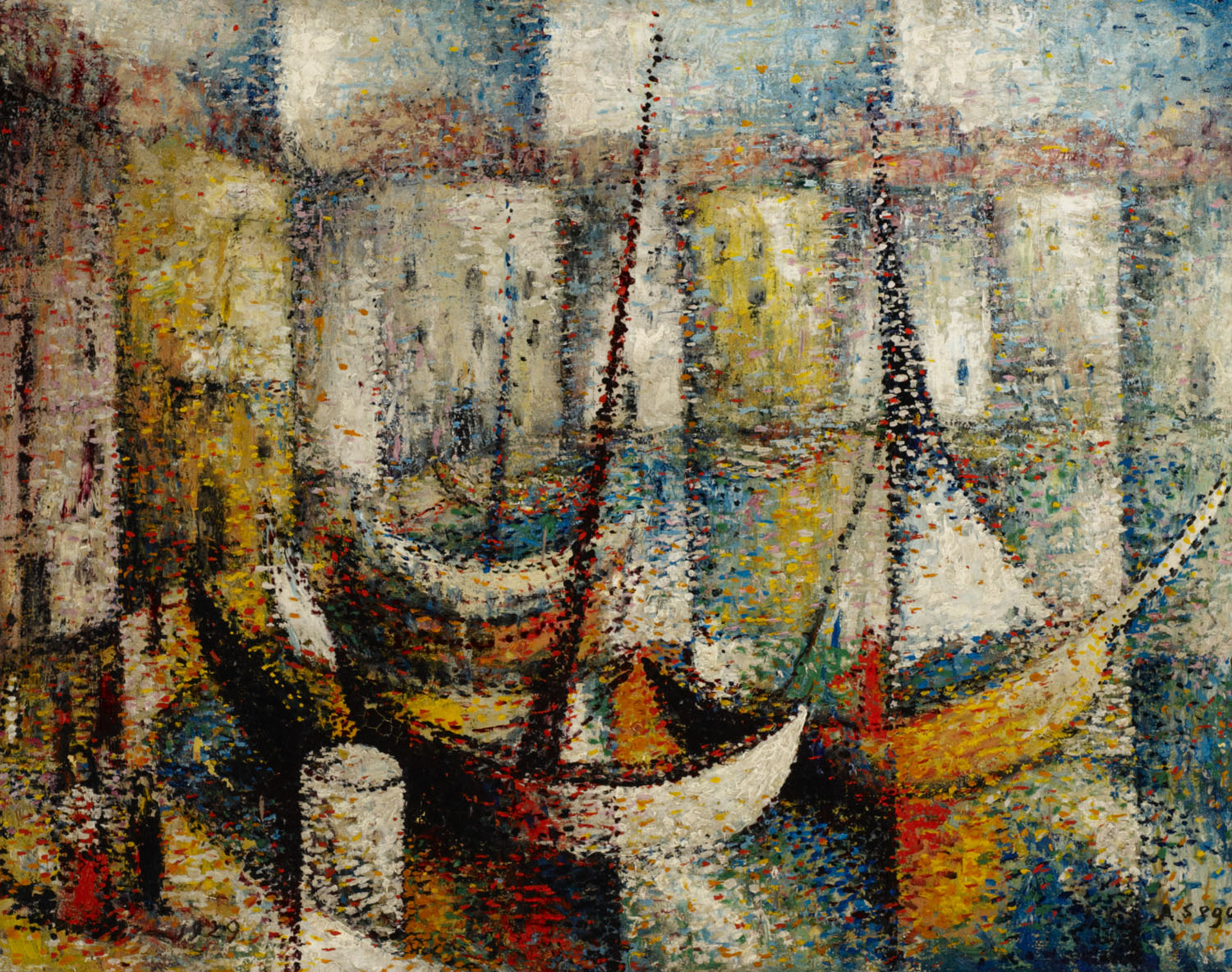
Arthur Segal - Hafen, La Ciotat

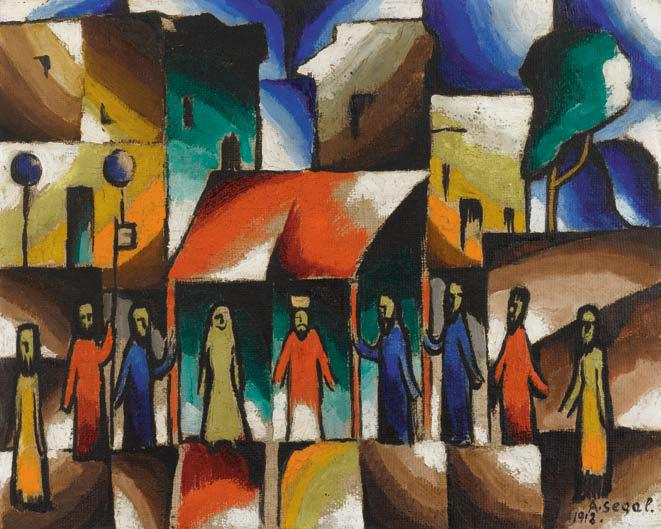
Segal - die-k-nigin-von-saba-1918

Tras el estallido de la Primera Guerra Mundial, el pacifista Segal huyó de Berlín a Ascona, con la gente que había dejado Monte Verità. Dirigió una escuela de pintura allí. Su casa en la montaña se convirtió en un lugar de encuentro para artistas exiliados como Hans Arp, Marianne von Werefkin, Alexej Jawlensky o Lou Albert-Lasard. Mantuvo una relación amistosa con su vecino y compatriota, el poeta-profeta Gusto Gräser. Junto con los dadaístas que habían venido a Ascona, participó en las exposiciones del Cabaret Voltaire de Zúrich.
Entre 1914 y 1920 Segal desarrolló el principio de equivalencia, en el que daba a sus objetos y figuras el mismo significado en una cuadrícula de rectángulos colocados en la imagen.  Con esto, se alejó cada vez más del representacionalismo. Los colores, que analizó prismáticamente, también determinaron sus imágenes.
En 1920 Segal regresó a Berlín donde se incorporó al Grupo Noviembre, participando en sus exposiciones de 1921 a 1925 y de 1927 a 1931, y pronto fue elegido miembro de la junta.
De 1920 a 1933 dirigió su propia escuela de pintura en Berlín-Charlottenburg, que se convirtió en un popular lugar de encuentro para los artistas de vanguardia . En 1923 conoció por sugerencia de El Lissitzky a László Moholy-Nagy, Ludwig Mies van der Rohe y Nikolaus Braun (1900-1950) en una mesa redonda sobre el cuadro de Otto Nagel "El idiota". En la década de 1920, Segal apoyó a Otto Dix, George Grosz y Käthe Kollwitz en las campañas sindicales y del SPD por la jornada de ocho horas. En 1933, Segal tuvo que huir de Alemania. Pasó por Mallorca, que tuvo que abandonar a causa de la guerra civil, y marchar a Londres. Allí fundó la "Escuela de Pintura Arthur Segal" en 1936, que existió hasta 1977.
Arthur Segal murió de insuficiencia cardíaca después de un ataque aéreo en Londres durante la Segunda Guerra Mundial.
Arthur Segal fue el padre del arquitecto Walter Segal.

## Las obras de Segal confiscadas en 1937, como "degeneradas".
En 1937, durante la campaña nazi “Arte Degenerado”, la ciudad de Berlín, el Palacio del Príncipe Heredero perteneciente a la Galería Nacional de Berlín, el Museo Duke Anton Ulrich en Braunschweig, el Museo de Arte e Historia Local en Erfurt, la Asociación de Arte de Jena, el Museo de Bellas Artes y Artes de Leipzig y el Städtische Kunsthalle Mannheim confiscaron nueve pinturas de Segal. Algunas se mostraron en las exposiciones de propaganda "El judío errante" y "Arte degenerado", y algunas fueron destruidas.

### Pinturas de paneles
- Bodegón prismático (destruido)

- Bodegón (destruido)

- Paisaje/carretera en Helgoland (alrededor de 1924)

- Construcción ligera (destruida)

### Grabados
- Ascona (xilografía, 1914/1916)

- Ascona am See (grabado en madera, 1916; destruido)

- La huida a Egipto (xilografía; 1917; 2018 en el inventario del Museo de Historia Cultural de Rostock)

### Dibujos
- De Heukenhagen (tinta)

- Granja (tinta)